# Makovickyita
La makovickyita és un mineral de la classe dels sulfurs que pertany al grup de la pavonita. Rep el nom en honor del professor Emil Makovicky (18 d'agost de 1940, Bratislava, Eslovàquia), mineralogista eslovac-danès. L'emilitita també rep el nom en honor seu.

## Característiques
La makovickyita és una sulfosal de fórmula química Cu1.12Ag0.81Pb0.27Bi5.35S9. Va ser aprovada com a espècie vàlida per l'Associació Mineralògica Internacional l'any 1986, sent publicada per primera vegada el mateix any. Cristal·litza en el sistema monoclínic. La seva duresa a l'escala de Mohs és 3,5.
Segons la classificació de Nickel-Strunz, la makovickyita pertany a «02.JA: Sulfosals de l'arquetip PbS, derivats de la galena amb poc o gens de Pb» juntament amb els següents minerals: benjaminita, borodaevita, cupropavonita, kitaibelita, livingstonita, mummeïta, pavonita, grumiplucita, mozgovaïta, cupromakovickyita, kudriavita, cupromakopavonita, dantopaïta, cuprobismutita, hodrušita, padĕraïta, pizgrischita, kupčikita, schapbachita, cuboargirita, bohdanowiczita, matildita i volynskita.

## Formació i jaciments
Va ser descrita a partir de mostres obtingudes a dos indrets: el dipòsit d'scheelita de Mittersill, a Salzburg (Àustria), i al districte mimer de Băiţa, a Nucet (Bihor, Romania). També ha estat descrita en altres indrets de Romania, així com a Polònia, Eslovàquia, Rússia, l'Iran, el Japó, 